# Hiraea faginea
Hiraea faginea är en tvåhjärtbladig växtart som först beskrevs av Olof Swartz, och fick sitt nu gällande namn av Franz Josef Niedenzu. Hiraea faginea ingår i släktet Hiraea och familjen Malpighiaceae. Inga underarter finns listade i Catalogue of Life.